# Sylvia Smit
Sylvia Smit, née à Stadskanaal le 4 juillet 1986, est une joueuse néerlandais de football. Elle joue actuellement au SC Heerenveen.
Elle est la meilleure buteuse du championnat en 2009 et 2010.

## Palmarès
- Vainqueur de la Coupe des Pays-Bas en 2005 avec Orange Nassau et en 2008 avec FC Twente
- Fair Play Cup : 2005 avec Orange Nassau

## Distinctions
- Meilleure buteuse Hoofdklasse en 2007
- Meilleure buteuse Eredivisie en 2009 et en 2010
- Sportive de l'année de la Province de Groningue